# Imre Szász
Imre Szász (n. 19 martie 1927, Budapesta–d. 8 aprilie 2003, Budapesta) a fost un scriitor, romancier, traducător maghiar.